# Peter Lundholm Jensen
Peter Lundholm Jensen (født 26. marts 1965) er en dansk trommeslager, der spillede med D-A-D fra 1982 til 1999, hvor han valgte at stoppe for at blive ingeniør. Hans sidste koncert blev holdt d. 15. august 1998 i Godthåbshallen i Nuuk på Grønland. Han blev erstattet af Laust Sonne.
Ved D-A-D's 40 års jubilæumskoncert i Royal Arena d. 1. november 2024 optrådte Jensen for første gang med gruppen siden sin udtræden i 1999. Jensen medvirkede på de tre numre "Isn't That Wild", "Marlboro Man" og "Bad Craziness", hvor sidstnævnte var med både Jensen og Sonne på trommer.
Peter Lundholm Jensen har siden medvirket i 2003 Sohio, 2006 [Dark Room, 2010-2011 Live trommevikar Beurre Noir, 2012 Live trommevikar Vokadin, 2010- Les Caniches Violentes.

## Diskografi
- Call of the Wild (Mega, 1986)
- D.A.D. Draws a Circle (Mega, 1987)
- No Fuel Left for the Pilgrims (Medley, 1989)
- Riskin' It All (Medley, 1991)
- Helpyourselfish (Medley, 1995)
- Simpatico (Medley, 1997)